# L'Été terrible
Pour plus de détails, voir Fiche technique et Distribution.
L'Été terrible  (en letton : Baiga vasara, en anglais : Dangerous Summer) est un mélodrame historique letton réalisé par Aigars Grauba, sorti en 2000. 
L'un des premiers films lettons qui promeut l'identité culturelle nationale dans le cadre idéologique affirmé depuis la restauration d'indépendance de la République de Lettonie.

## Synopsis
L'histoire se déroule en juin 1940 à Riga. Izolde, une jeune femme Germano-Balte qui s’apprêtait à fuir la capitale la veille de l'arrivée des troupes soviétiques, rencontre Roberts, le journaliste radio. Le destin des deux amoureux sera pris dans le tourbillon des événements politiques dont l'un des rôles clé est joué par le ministre des affaires étrangères Vilhelms Munters (lv).

## Fiche technique
- Titre français : L'Été terrible
- Réalisation : Aigars Grauba
- Scénario : Pauls Bankovskis, Andrejs Ēķis, Aigars Grauba
- Directeur de la photographie : Gints Berzins
- Musique : Uģis Prauliņš
- Directeur artistique : Martins Milberts
- Assistant réalisateur :
- Éclairage : Dainis Silins, Gederts Silins
- Producteur : Andrejs Ekis
- Son : Gints Pelcbergs, Pavel Rejholec, Petr Soupa, Aleksandrs Vaicahovskis
- Montage : Sandra Alksne, Aigars Bišofs
- Directeur de casting : Brigita Libiete
- Chef décorateur : Ieva Romanova
- Maquillage : Emilija Eglite
- Costumier : Ieva Kundzina
- Société de production : Platforma Filma, Ruut Pictures, Valsts Kulturkapitala Fonds (VKF)
- Son : Dolby Digital
- Pays d'origine : Lettonie
- Dates de sortie : 2000
- Genre : mélodrame, film de guerre
- Langue :letton
- Durée : 112 minutes

## Distribution
- Uldis Dumpis : Vilhelms Munters
- Inese Caune : Izolde
- Arturs Skrastiņš : Roberts
- Eduards Pāvuls : Jāzeps Poškus
- Juris Pļaviņš : Krišjānis Berķis
- Arnis Līcītis : Derevianski
- Uldis Vazdiks : Kārlis Ulmanis
- Kārlis Sebris : Augusts
- Uldis Pūcītis : Pēteris
- Pēteris Liepiņš : Germans Krūmiņš
- Līga Liepiņa : Elza
- Maija Apine : Natālija Muntere
- Leons Krivāns : Osvalds
- Māris Puris :  Rudums
- Jakovs Rafalsons : Hanons Bubs
- Arnoldas Klivecka : Vassiliev
- Igor Chernyavski : Zavialov
- Jānis Reinis : Kārlis
- Varis Vētra : Fricis Celmiņš
- Juris Žagars : officier letton
- Andrejs Ēķis : aviateur soviétique